# Cerasuolo di Vittoria
Il Cerasuolo di Vittoria è un vino DOCG siciliano che prende il nome dalla città di Vittoria. È l'unico vino siciliano a godere di tale denominazione.

## Zona di produzione
Comprende tutto o in parte i territori dei seguenti comuni:
- Vittoria, Comiso, Acate, Chiaramonte Gulfi, Santa Croce Camerina, Ragusa in provincia di Ragusa
- Niscemi, Gela, Riesi, Butera e Mazzarino in provincia di Caltanissetta.
- Caltagirone, Licodia Eubea e Mazzarrone in provincia di Catania.

### Informazioni sulla zona geografica
La zona geografica delimitata ricade nella Sicilia sud-orientale ed interessa le provincie di Ragusa, Caltanissetta e Catania per una estensione di circa 124 500 ettari.
La zona è delimitata a nord dal complesso dei monti Erei, a sud dal mar Mediterraneo, ad est dai
rilievi dei monti Iblei e ad ovest dalle colline centro-meridionali della provincia di Caltanissetta.
Al suo interno si possono distinguere tre macroaree:
una zona costiera con altitudine media compresa tra 0 e 200 m s.l.m.
una zona di media collina con vigneti posti da 200 a 350 m s.l.m.
una zona di alta collina con altimetria media superiore ai 350 m s.l.m.
La zona di coltivazione del Cerasuolo di Vittoria DOCG, da un punto di vista geologico è predominantemente calcarea (calcareniti del Miocene ricoperta da terreni sciolti del Pleistocene), ma sono presenti anche formazioni prevalentemente sabbiose e argilloso-sabbiose con subordinati livelli calcarenitici.
I suoli della zona di produzione si identificano principalmente nelle seguenti associazioni:
15% suoli bruni, formatisi su rocce prevalentemente sabbiose e conglomeratiche;
50% suoli bruni liscivati - terra rossa, formatisi in prevalenza su substrato calcarenitico;
25% suoli bruni, bruni vertici, vertisuoli;
10% suoli alluvionali e vertisuoli lungo i fiumi e fondovalli.
Le condizioni climatiche medie del comprensorio sono quelle tipiche del clima mediterraneo caldo-arido, con scarse piogge nei mesi estivi ed una temperatura media annua che va dai 19,6 °C di Gela, nell'areale costiero, ai 15,4 °C di Caltagirone nell'areale di alta collina.
I mesi di luglio-agosto sono caratterizzati da una forte escursione termica che va dai 9 °C della zona costiera, agli 11 °C della zona di alta collina sino ai 13-14 °C della zona di media collina. La piovosità media annua oscilla dai 385 mm della zona costiera ai 444 mm della zona di media collina sino ai 499 mm della zona di alta collina.
Nei mesi di giugno-agosto cadono mediamente ~1 mm di pioggia nella fascia costiera, poco più di 1 mm nella zona di media collina e 9 mm nella zona di alta collina.

## Storia
La vitivinicoltura si diffuse nella Sicilia orientale sin dall'epoca della colonizzazione greca, (VII-VI secolo a.C.), in particolare, nella Sicilia sud-orientale, con la fondazione di Siracusa (733-734 a.C.) la più importante città greca dell'isola e, successivamente, con la fondazione da parte dei siracusani della colonia di Kamarina (598 a.C.), costruita alla foce del fiume Ippari, nell'attuale territorio della provincia di Ragusa e, dunque, nel comprensorio di produzione della docg "Cerasuolo di Vittoria".
Alcune monete ritrovate nel territorio camarinese riportano, infatti, nell'esergo, la raffigurazione di anfore vinarie, tipiche per la bocca stretta e la pancia allungata, che venivano usate soprattutto per il trasporto e la commercializzazione del vino, così come numerose anfore sono state ritrovate nei fondali del mare antistante Kamarina
Sempre in questo territorio è stato ritrovato un reperto eccezionale costituito da una lamina di piombo arrotolata, che è un vero e proprio atto notarile di vendita di un terreno coltivato a vite, compreso tra i fiumi Ippari ed Irminio, il cui compratore era una donna proprietaria di una rivendita di vini, quindi in quella data (III secolo a.C.) esisteva già la produzione di vino ed era inoltre oggetto di commercio.
Con l'occupazione romana il vino di questa zona della Sicilia veniva esportato a Roma e nell'Italia centro-meridionale; a Pompei sono state ritrovate anfore vinarie che riportano iscrizioni sui luoghi di provenienza del vino: Taormina e Mesopotamio. In epoca romana questa zona ricca e fertile posta tra i due fiumi Ippari e Dirillo, era infatti chiamata "Plaga Mesopotamium" e coincideva con l'attuale zona di produzione del Cerasuolo di Vittoria. Camarina rappresentava lo sbocco naturale dei prodotti agricoli, tra cui il vino, prodotti in questa zona, con un percorso che da Catania passava attraverso Lentini raggiungendo Caltagirone, snodo commerciale strategico per la produzione dei contenitori ceramici. La via continuava attraverso le colline a sud di Caltagitone verso Niscemi per poi giungere ad Acate, Vittoria e Comiso. Lungo il percorso numerosi sono i ritrovamenti di palmenti, fondaci per le soste, fornaci per la costruzione di anfore da vino che testimoniano l’antichissima attività vitivinicola.
Il Cerasuolo di Vittoria della tipologia attuale nasce nel 1606, quando fu fondata la città di Vittoria: la sua fondatrice Vittoria Colonna Henriquez, infatti regalò in quell'anno ai primi 75 coloni, un ettaro di terreno a condizione che ne coltivassero un altro a vigneto.
Per tutto il seicento si ebbe una enorme espansione dei vigneti in questa zona grazie ad una politica di incentivazione delle colture intensive pregiate, come appunto la vite, che valorizzavano la naturale fertilità del suolo.
Il vino veniva esportato prima soltanto nelle varie altre città della contea di Modica, successivamente, attraverso il porto di Scoglitti e le navi trapanesi, veniva esportato anche a Malta.
Nel 1777 l'esenzione dal dazio sul mosto fece aumentare ancora di più la superficie a vigneto soprattutto ad opera di piccoli e medi possidenti, enfiteuti e mezzadri.
L'abate Paolo Balsamo nel suoi appunti di viaggio attraverso la Contea di Modica (1808) «La campagna di Vittoria è di diecimila salme circa (230 000 ha); è nella massima parte sabbiosa, calcarea; produce proporzionalmente poco di frumenti, orzi e legumi, molto olio, canape, carrube; e soprattutto vino il quale ha molto credito e si deve, a parer mio, riguardare come il migliore di quelli da pasto di tutta l'Isola... non è composta quasi di altre viti che di grossonero, di calabrese (nero d'Avola) ed incomparabilmente più da frappato...».
Il fiorentino Domenico Sestini trasferitosi a Catania come bibliotecario al servizio del principe di Biscari, dà una importante testimonianza della vitivinicoltura di questa zona della Sicilia; nella lezione che tenne nel 1812 all'Accademia dei Georgofili sui vini del territorio di Vittoria, elogia la qualità di questi vini e ne descrive i vitigni, il sistema di impianto e di coltivazione, la fertilità dei terreni, le modalità di vendemmia e vinificazione e annota nelle sue "Memorie sui vini siciliani": «Il vino di Vittoria è ottimo, generoso e grato al palato, ma ha minori sbocchi commerciali perché si conserva per non più di 4/5 anni; su circa 600 000 barili che è la produzione di vino totale, circa la metà viene esportata e quasi per intero a Malta; le uve di cui si servono per formare una vigna sono i Frappati, i Calabresi, i Grossi neri, li Cataratti, le Visazzarre, li Guarnacci che tutte insieme producono un'ottima qualità di vino rosso; la vendemmia si pratica alli 15 del mese di settembre»
Nella seconda metà dell'Ottocento si ebbe un ulteriore sviluppo economico di questa zona e la città di Vittoria divenne una delle città più floride e produttive della Sicilia.
In questo periodo ci fu un massiccio processo di riconversione colturale; migliaia di ettari, prima coltivati a grano furono riconvertiti in colture più redditizie, tra cui il vigneto. Tale trasformazione fu spinta dalla crescita della domanda di vino e dal relativo aumento dei prezzi, dal progresso tecnologico delle operazioni colturali che rese più facile e redditizia la coltivazione dei vigneti. Il porto di Scoglitti fu potenziato per fare fronte alle richieste di esportazione dei vini; nel 1860 l'esportazione dei vini di Vittoria toccò i 300.000 ettolitri.
Ma a partire dalla fine del secolo l'epidemia della Fillossera portò alla distruzione di gran parte dei vigneti della Sicilia e, Vittoria, con la sua spinta specializzazione viticola, pagò a caro prezzo la scelta monoculturale; migliaia di piccoli proprietari caddero in rovina.
Agli inizi del XX secolo si diffuse la tecnica dell'innesto su vite americana resistente alla fillossera, ma i piccoli proprietari e mezzadri erano totalmente privi di capitale per procedere ai reimpianti, per cui fu ad opera di grosse famiglie proprietarie terriere che si procedette alla riconversione dei vigneti.
La crisi economica conseguente alla fillossera e la guerra commerciale con la Francia segnarono il declino della produzione dei vini ad alta gradazione e ad intenso colore, che venivano esportati in Francia come vini da taglio, ed aumentò la produzione dei vini da pasto a più moderato tenore alcolico, profumati e freschi, antesignani degli attuali vini a DOCG "Cerasuolo di Vittoria". Nel corso dei secoli dunque la viticoltura ha mantenuto un ruolo di coltura molto importante per il territorio, fino ad arrivare ad oggi. La storia recente è caratterizzata da una evoluzione positiva della denominazione, con l'impianto di nuovi vigneti, la nascita di nuove aziende, la professionalità degli operatori che hanno contribuito ad accrescere il livello qualitativo e la rinomanza della denominazione come testimoniano i riconoscimenti in campo nazionale ed internazionale dei vini prodotti dalle aziende della zona geografica di riferimento.
Questa evoluzione positiva è sancita dal passaggio dei vini "Cerasuolo di Vittoria" da DOC a DOCG avvenuto nel 2005.

## Tecniche di produzione
Per i nuovi impianti e i reimpianti la densità non può essere inferiore a 4 000 ceppi/ha; le forme di coltivazione consentite sono ad alberello ed a spalliera semplice.
È vietata ogni pratica di forzatura ma è consentita l'irrigazione di soccorso.
Tutte le operazioni di appassimento delle uve, vinificazione, invecchiamento e imbottigliamento, debbono essere effettuate nella zona delimitata.
Il Cerasuolo di Vittoria deve essere immesso al consumo non prima del 1° giugno dell'anno successivo alla vendemmia. La tipologia "Classico" richiede invece 18 mesi di invecchiamento e quindi può venire commercializzato solamente dopo il 31 marzo del secondo anno successivo alla vendemmia.
Nella etichettatura è consentito utilizzare il termine "Sicilia" e può essere utilizzata la menzione «vigna»; l'indicazione dell'annata di vendemmia è obbligatoria.

## Disciplinare
I vini "Cerasuolo di Vittoria" sono stati infatti riconosciuti a DOCG con decreto ministeriale del 13 settembre 2005, ed erano già stati riconosciuti a DOC con Dpr del 29 maggio 1973 poi modificato con DM 6 novembre 1991.
Precedentemente all'attuale disciplinare questo vino era stato:
- riconosciuto DOC con DPR 29.05.1973 (G.U. 221 - 28.08.1973)
- modificato con DPCM 06.11.1991 (G.U. 224 - 23.09.1992)
- Approvato DOCG con D M. 13.09.2005 (G.U. 224 - 26.09.2005)
- Modificato con D M. 30.11.2011 (Pubblicato sul sito ufficiale del Mipaaf Sezione Qualità e Sicurezza - Vini DOP e IGP)

## Tipologie

### Cerasuolo di Vittoria
La tipologia Classico si differenza solamente per la durata dell'invecchiamento.
| uvaggio                        | Nero d'Avola 50-70%, Frappato 30-50% |
| titolo alcolometrico minimo    | 13,00% vol.                          |
| acidità totale minima          | 5,00 g/l                             |
| estratto secco minimo          | 27,0 g/l                             |
| resa massima di uva per ettaro | 80 q.                                |
| resa massima di uva in vino    | 65%                                  |

### Caratteri organolettici
il colore è da rosso ciliegia brillante, l'odore vinoso alquanto alcolico ma profumato, il sapore è asciutto, pieno, rotondo, piacevolmente fragrante.

### Abbinamenti consigliati
Minestre asciutte con sughi saporosi, paste ripiene, carni rosse, grigliate, selvaggina, piatti tipici siciliani.